# На грани разрыва
«На грани разрыва» (англ. Breaking Up) — американский комедийный фильм 1997 года, снятый режиссёром Робертом Гринуолдом по сценарию Майкла Кристофера с участием Рассела Кроу и Сальмы Хайек.

## Сюжет
Фотограф Стив и педагог Моника состоят в отношениях на протяжении более двух лет. Стив часто изменяет ей с моделями, и после очередной ссоры Моника рвёт с ним. Через некоторое время они мирятся, но вскоре во время скандала Стив оскорбляет свою подругу, и она снова уходит от него.
Через некоторое время Стив предлагает Монике пожениться, чем сильно её удивляет. В течение некоторого времени пара живёт счастливо, но во время свадьбы Стив падает в обморок, что приводит к окончательному разрыву их отношений. Когда Стив и Моника встречаются вновь спустя несколько лет, оба они уже состоят в браке с другими людьми.

## В ролях
- Рассел Кроу — Стив
- Сальма Хайек — Моника
- Абрахам Альварез — министр

## Производство
Съёмки фильма проводились в Лос-Анджелесе. Он был выпущен в прокат в США 17 октября 1997 года, выход на DVD в Германии состоялся в декабре 2002 года.

## Реакция критиков
Кен Эйснер из журнала Variety отметил игру Хайек и Кроу, при этом посчитав, что между акёрами так и не возникло пресловутой «химии».
Шерил ДеВольф в рецензии в Apollo Movie Guide указывает, что фильм делает акцент на разрушительном характере взаимоотношений, которые держатся только на физическом влечении. Хотя роли главных героев исполняют известные голливудские актёры, их персонажи не выглядят удачно сыгранными. Показанного взаимодействия между Кроу и Хайек не достаточно, чтобы представить их персонажей убедительными по отдельности. Персонажи эгоистичны и действуют эгоистично. Разрыв в итоге спас зрителей, по мнению критика, от «полной скуки».
Немецкий журнал Cinema охарактеризовал фильм как «огурец» (gurke; уничижительный термин в немецком сленге), пустой и с «излишне большим количеством перебранок». Для нервов зрителей, по мнению критиков, нелегко «на протяжении 90 минут наблюдать за невыразительной влюблённой парой».